# عصام الصبحی
عصام الصبحی (انگلیسی: Issam Al-Sabhi؛ زادهٔ ۱ مهٔ ۱۹۹۷) بازیکن فوتبال اهل عمان است.
وی همچنین در تیم ملی فوتبال عمان بازی کرده‌است.